# Богдан А067
Богдан А067 — украинский автобус малого класса, серийно выпускавшийся корпорацией «Богдан» с 2005 по 2006 год. Вытеснен с конвейера моделью Богдан А069.

## История
Весной 2004 года на украинском рынке появились автомобили Foton. В октябре 2004 года ООО «Украинская компания Фотон» организовала крупноузловую сборку автомобилей Foton/Forland в Черкассах.
В результате сотрудничества Foton Motor с корпорацией «Богдан» началось производство автобуса Богдан А067. В первой половине 2005 года было выпущено 52 экземпляра.
Производство завершилось в 2006 году.